# Inape
Inape is een geslacht van vlinders van de familie bladrollers (Tortricidae).

## Soorten
- I. auxoplaca (Meyrick, 1926)
- I. biremis (Meyrick, 1926)
- I. iantha (Meyrick, 1912)
- I. penai Razowski, 1988
- I. xerophanes (Meyrick, 1909)